# 森谷和博
森谷 和博 （もりや かずひろ、1986年11月12日 ‐ ）は、日本の男子ラグビー選手。ジャパンラグビートップリーグのリコーブラックラムズに所属していた。ポジションはフランカー(FL) 。
弟の森谷直貴（清水建設ブルーシャークス）と森谷圭介（パナソニック ワイルドナイツ)もラグビー選手である。

## 来歴
埼玉県深谷市出身。
小学生の頃はサッカーと水泳をしていたが、中学校の部活動としてラグビーを始める。
2005年、正智深谷高等学校卒業後、拓殖大学に進む。2009年に拓殖大学を卒業後、リコーブラックラムズに加入。
2010年には7人制ラグビーのU-23日本代表に選ばれる。
2013年9月7日、ジャパンラグビートップリーグ第2節のヤマハ発動機ジュビロ戦に先発出場しトップリーグ公式戦初出場を果たす。
2013年、ウイダージャパンセブンズ2013の優勝メンバーとなる。
2014年、怪我のため引退。同年、リコーブラックラムズの広報・普及担当となる
2020年、拓殖大学ラグビー部のFWコーチに就任した。